# جوجو آفرمن
جوزین الکسی آفرمن  یک کشتی‌گیر حرفه‌ای، خواننده، بازیگر و رقاص امریکایی است. او با نام جوجو با دبلیو دبلیو ای قرارداد بسته و در ان اکس تی فعالیت می‌کند. او در فصل اول توتال دیواز در سال ۲۰۱۳ شرکت کرد.همسر وی بری وایت در سال 2023 درگذشت.

## دوره کشتی حرفه‌ای

### دبلیو دبلیو ای

#### توتال دیواز (۲۰۱۳)
در می ۲۰۱۳، جوجو به عنوان عضوی از دبلیو دبلیو ای و برنامه توتال دیواز درآمد.
آفرمن در ۲۶ ژوئن ۲۰۱۳ با نام "جوجو" رسماً شروع به کار کرد و با کامرون و نائومی آهنگ ورودی بردوس کلی را خواند. هفته بعد، جوجو با دوقلوهای بلا، ناتالیا، اوا ماری، کامرون و نائومی در پشت صحنه راء حضور داشت. در ۲۲ ژوئیه او با دیگر بازیگران توتال دیواز در برنامه "میز تی وی" ظاهر شد و خودش را به تماشاچیان معرفی کرد. او در سامراسلم سرود ملی را خواند.
در ۲۶ آگوست در راء، جوجو به عنوان معرفی‌کننده مهمان برای مسابقه ناتالیا و بری بلا ظاهر شد. بعد از این مسابقه قهرمان دیواز، ای جی جشن پیروزی بری بلا را به هم زد. بعد از این جوجو برای حمایت از بری بلا در طول مسابقه این دو کنار رینگ آمد. جوجو در اولین مسابقه اش در راء در ۷ اکتبر با ناتالیا و اوا ماری از آلیشا فاکس و رزا مندز و آکسانا برد اما در طول مسابقه اصلاً وارد رینگ نشد و کسی با او تگ نکرد. در مسابقه تیمی حذفی، تیم توتال دیواز از "دیواهای واقعی (فاکس، آکسانا، ای جی، کیتلین، مندز، تأمینا و سامر رائی) برد. طی ماه‌ها مذاکرات نهایتاً تأیید شد که جوجو برای فصل دوم توتال دیواز برنگردد.

#### ان اکس تی (۲۰۱۳-ناکنون)
در پایان ۲۰۱۳، جوجو در بخش پیشرفتی دبلیو دبلیو ای، ان اکس تی آموزش می‌دید و کشتی می‌گرفت. او در ۱۶ نوامبر ۲۰۱۳، کارش را شروع کرد و در تیمی با اوا ماری در برابر اما و پیگ باخت.

## سایر کارهای رسانه‌ای
آفرمن جزء بازیگران اصلی فصل ۱ برنامه واقع گرایانه توتال دیواز بود. این برنامه از ژوئیه ۲۰۱۳ روی آنتن رفت. بعداً آفرمن به وسیلهٔ سامر رائی برای فصل دوم جایگزین شد.